# Puntius dorsalis
Puntius dorsalis е вид лъчеперка от семейство Шаранови (Cyprinidae).

## Разпространение
Видът е разпространен в Индия (Андхра Прадеш, Карнатака, Керала, Мадхя Прадеш, Махаращра, Ориса и Тамил Наду).